# Lagarotis pubescens
Lagarotis pubescens là một loài tò vò trong họ Ichneumonidae.